# Île Helen
L’île Helen, en tobi Hotsarihie et en anglais Helen Island, est la seule île du Helen Reef, un atoll de l'État de Hatohobei aux Palaos.

## Toponymie
Le nom traditionnel de l'île en tobi, qui est le même que celui de l'atoll, est Hotsarihie qui signifie « récif du bénitier géant ». Ce nom provient de la forte densité de bénitiers géants ou de Trochus.
Le nom anglais provient du navire britannique Helen qui, en avril 1794, aperçu le récif et l'île qu'ils nommèrent en l’honneur du navire.

## Géographie
Située près de son extrémité nord. Elle est minuscule en comparaison avec Helen Reef avec une superficie d'environ 0,03 km2. Ses dimensions diffèrent toutefois selon les sources : Tom Goreau, du Helen Reef Project Report, estime celles-ci à environ 20 à 40 mètres de large et 400 mètres de long ; tandis que le gouvernement des Palaos, dans son rapport sur sa zone économique exclusive, parle d'une longueur de 600 mètres et d'une largeur de 70 mètres.
L'île, densément boisée, se trouve au sommet d'une dune, d'une surface de 0,25 km2 et qui se déplace au sud-est, tombant dans la lagune, au rythme de 3 à 4 m par an.
L'île est très sensible à l'érosion due aux orages et tempêtes mais également aux modifications du niveau de la mer. La disparition de l'île permettrait une extension de la revendication de la ZEE indonésienne de 140 000 km2 aux dépens des Palaos. En effet, la frontière maritime entre l'Indonésie et les Palaos est encore disputée.

Carte de l'île Helen.

## Histoire

### Découverte
L'île a été découverte par George Seton et son équipage, à bord du Helen, qui en avril 1794 aperçurent le récif et l'île.

### Installation d'une présence permanente
Depuis les années 1990, une station de rangers a été créée, sur la côte orientale de l'île, pour se prémunir des braconniers étrangers et assurer une présence sur l'île.
La station sera probablement transformée en dur et un projet prévoit de la déplacer sur une île artificielle en projet dans l'est de l'atoll. Elle revêt une importance capitale pour les Palaos. En effet, l'île sur laquelle elle se trouve est une dune fortement sujette à l'érosion et menaçant de disparaitre. Or, son existence et une présence humaine permanente permettent le maintien des prétentions paluanes sur une zone économique exclusive face aux revendications indonésiennes. Elle joue également un rôle dans la lutte contre le braconnage.
La station est gérée par le Helen Reef Resource Management Program. Elle est occupée par une équipe de ranger allant de 3 à 8 personnes. En 2016, ils sont 6 présents sur l'île,.

### Installation de radars
En 2015, une antenne de TV satellite a été installée sur l'île.
En 2017, les États-Unis et les Palaos ont identifié sept sites sur lesquels des tours radars seraient installées pour améliorer le Maritime Domain Awareness Radar. Cela inclut notamment l'île d'Helen,.
Cette installation provient d'un partenariat existant entre les Palaos et les États-Unis selon lequel les Palaos sont obligés d'octroyer des terres aux Américains à des fins défensives en échange de la protection américaine.

## Administration

### Importante géostratégique
L'île est inhabitée, à l'exception d'une station de rangers accueillant jusqu'à 8 membres (employé par le Helen Reef Resource Management Program),. L'île fournit également des informations pour la surveillance météorologique, notamment le Joint Typhoon Warning Center basé à Honolulu.
L'île revêt une importance particulière pour les Palaos. En effet, étant la seule partie émergée du récif, elle donne accès à une importante zone économique exclusive. La lutte contre l'érosion de l'île est donc capitale.

### Projets d'extension et de consolidation
Plusieurs projets son en cours, soit autour de l'île Helen, soit afin de la remplacer en prévision de son éventuelle disparition.
Un projet de construction d'une piste d’atterrissage afin de permettre l'accès rapide et le désenclavement de l'île, de son atoll, de l'île voisine de Tobi et de l'État de Hatohobei. Une étude de faisabilité est en cours, prenant en compte notamment les risques environnementaux.
Le projet prévoit également la construction d'une zone amarrage des navires et d'un dépôt de fuel.
Enfin la station de ranger sera transformé en dur.

## Environnement

### Espèces présentes
L'île est un lieu de nidification important pour les tortues et les oiseaux.
L'île accueille ainsi des espèces de tortues vertes et de tortues imbriquées.
Les espèces d'oiseaux présentes sur l'île sont : le fou brun, le fou à pieds rouges, la frégate ariel, la frégate du Pacifique, la sterne huppée, la sterne diamant, la sterne fuligineuse, le noddi noir et la gygis blanche. La population de sternes huppées est considérées comme la plus grande colonie restante de l'océan Pacifique.

### Protection
À l'instar du Helen Reef, l'île fait partie d'un réseau de zones protégées enregistrées au ministère des ressources naturelles, de l'environnement et du tourisme. Il est géré depuis 2000 par le Helen Reef Resource Management Program qui emploie 8 rangers.

## Sources